# Símaco (mestre dos ofícios)

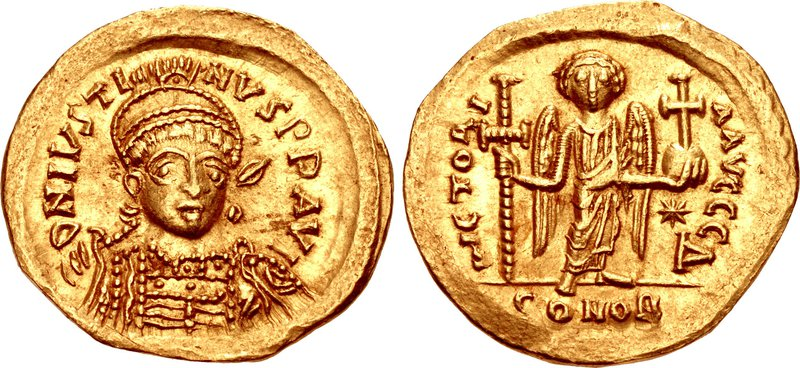
Soldo de r.

Símaco (em latim: Symmachus; em grego: Σύμμαχος; romaniz.: Sýmmachos) foi um oficial bizantino do século VI que desempenhou função durante o reinado do imperador Justino I (r. 518–527). Sua primeira menção ocorre em 519, quando foi enviado como emissário ao Reino Ostrogótico na Itália.
No mesmo ano é referido nas fontes como patrício e, com base numa carta do papa Hormisda a seus emissários em Constantinopla, os autores da Prosopografia do Império Romano Tardio sugerem que também foi mestre dos ofícios. Em 520, Hormisda menciona que Símaco e Romano prometeram que seus emissários na capital oriental não tardariam muito a voltar.